# Kumasi
Kumasi (Kumase, Coomassie) grad je u južnom dijelu središnje Gane, u regiji Ashanti. Nalazi se u blizini jezera Bosumtwi, u području džungle, oko 250 km (cestom) sjeverozapadno od glavnog grada Gane Accre. Najzastupljenija etnička skupina su Ašanti.
Glavna znamenitost grada je Narodni kulturni centar.
Prema popisu iz 2000. godine, Kumasi je imao 1.170.270 stanovnika, čime je bio drugi grad u državi po brojnosti.
Iz Kumasija je nogometni klub Asante Kotoko za kojeg je igralo nekoliko ganskih nogometnih reprezentativaca.

## Vanjske poveznice

### Ostali projekti
|  | Zajednički poslužitelj ima još gradiva o temi Kumasi |